# Särkilampi (sjö i Norra Österbotten, lat 65,05, long 26,88)
Särkilampi är en sjö i Finland. Den ligger i kommunen Utajärvi i landskapet Norra Österbotten, i den centrala delen av landet, 500 km norr om huvudstaden Helsingfors. Särkilampi ligger 123 meter över havet. Arean är 34,4 hektar och strandlinjen är 3,18 kilometer lång. Sjön  ingår i Kiminge älvs huvudavrinningsområde.   Den ligger vid sjön Tuomilampi.